# Hadena lucida
Hadena lucida är en fjärilsart som beskrevs av Brandt 1938. Hadena lucida ingår i släktet Hadena och familjen nattflyn. Inga underarter finns listade i Catalogue of Life.